# Ausschlusskriterien bei der Blutspende
Als Ausschlusskriterien bei der Blutspende bezeichnet man die Kriterien, bei denen eine Blutspende nicht möglich ist. Es wird zwischen dauerhaften und zeitweiligen Ausschlusskriterien unterschieden. In jedem Land gelten unterschiedliche gesetzliche Bestimmungen.
Zusätzlich kann jeder Träger eines Blutspendedienstes im Detail andere Kriterien ansetzen, daher stellt diese Liste nur die üblichsten Kriterien dar und muss nicht in allen Fällen und bei allen Trägern zutreffen.
Diese Ausschlusskriterien dienen zum einen dem Schutz der Blutspender. So wird häufig ein bestimmtes Mindestgewicht gefordert, damit der Spender nicht zu sehr durch eine Blutspende geschwächt wird. Zum anderen können viele Infektionskrankheiten durch Blut übertragen werden. So kam es z. B. in den 1980er Jahren zu Infektionen durch HIV-kontaminierte Blutprodukte. Um dies zu vermeiden, werden bestimmte Risikogruppen von der Blutspende ausgeschlossen. Des Weiteren darf das gespendete Blut keine unerwünschten Medikamente enthalten.

## Deutschland

### Spendereignung
Vor der Entnahme von Blutspenden ist die Tauglichkeit des jeweiligen Spendenwilligen unter ärztlicher Verantwortung festzustellen, wobei nach der derzeit gültigen Hämotherapie-Richtlinie der Bundesärztekammer folgende Kriterien für die grundsätzliche Eignung von Personen als Blutspender gelten:
- Alter des Spenders:
  - mindestens 18 Jahre;
  - Zulassung älterer Spender nach individueller ärztlicher Entscheidung;
- Zustand des Spenders:
  - mindestens 50 kg Körpergewicht;
  - keine erkennbaren Krankheitszeichen;
  - Hämoglobin oder Hämatokrit im Spenderblut:
    - Frauen: Hb ≥ 125 g/l (7,75 mmol/l) oder Hkt ≥ 0,38 l/l,
    - Männer: Hb ≥ 135 g/l (8,37 mmol/l) oder Hkt ≥ 0,40 l/l;

  - Blutdruck:
    - systolisch: 100–180 mm Hg,
    - diastolisch: unter 100 mm Hg;

  - Puls:
    - unauffällig,
    - Frequenz 50–110/min;
    - Spendewillige, die intensiv Sport betreiben und einen Puls von weniger als 50/min haben, können zugelassen werden;

  - Temperatur:
    - kein Fieber;

  - Haut an der Punktionsstelle frei von Läsionen.

### Zeitweilige Ausschlusskriterien
Nach der derzeit gültigen Hämotherapie-Richtlinie der Bundesärztekammer bestehen verschiedene Kriterien zum vorübergehenden Ausschluss („Rückstellung“) von Personen als Blutspender:
- Infektionen:
  - nach gesicherter Ausheilung von Q‑Fieber für 2 Jahre;
  - nach Abklingen der Symptome einer Toxoplasmose für 6 Monate;
  - nach Abschluss der Behandlung eines rheumatischen Fiebers für 2 Jahre;
  - nach einer Hepatitis A (HAV) oder Hepatitis E bzw. dem Nachweis einer HAV-Infektion (IgM-AK) oder HEV-Infektion (HEV-Genom [NAT]) für 4 Monate. Eine Wiederzulassung ist 4 Wochen nach einer HEV-NAT positiven Spende unter bestimmten Bedingungen möglich;
  - nach fieberhaften Erkrankungen und/oder Durchfallerkrankungen unklarer Ursache für 4 Wochen;
  - nach Abklingen der Symptome anderer als der oben erwähnten Infektionskrankheiten (mit Ausnahme unkomplizierter Infekte) für mindestens 4 Wochen;
  - nach einer West-Nil-Virus (WNV)-Infektion oder dessen Nachweis für 4 Woche;
  - nach einem unkomplizierten Infekt für 1 Woche.
- Exposition mit dem Risiko, eine übertragbare Infektion zu erwerben:
  - mit einem Sexualverhalten, das ein innerhalb der letzten 4 Monate deutlich erhöhtes Übertragungsrisiko für durch Blut übertragbare schwere Infektionskrankheiten birgt, für 4 Monate:
    - Sexualverkehr mit insgesamt mehr als zwei Personen;
    - Sexualverkehr mit einer neuen Person, sofern Analverkehr praktiziert wurde;
    - Sexualverkehr mit insgesamt mehr als einer Person, sofern Analverkehr praktiziert wurde;
    - Sexarbeit oder Inanspruchnahme von Sexarbeit;
    - Sexualverkehr mit einer Person, die mit HBV, HCV oder HIV infiziert ist;
    - Sexualverkehr  mit  einer  Person,  die  in  einem  Endemiegebiet/Hochprävalenzland  für HBV, HCV oder HIV lebt oder von dort eingereist ist.

  - die aus einem Gebiet eingereist sind, in dem sie sich kontinuierlich länger als 6 Monate aufgehalten haben und in dem sich HBV-, HCV-, HTLV-1, HTLV-2 oder HIV-Infektionen vergleichsweise stark ausgebreitet haben, für 4 Monate nach dem letzten Aufenthalt (Zulassung zur Spende im Falle kürzerer Aufenthalte kann nach ärztlicher Beurteilung erfolgen);
  - während einer Haft und nach Haftentlassung für 4 Monate;
  - bei engen Kontakten innerhalb einer häuslichen Lebensgemeinschaft mit dem Risiko einer Infektion mit Hepatitisviren (HAV, HBV, HCV) für 4 Monate nach letztem Kontakt;
  - die in einem Malaria-Endemiegebiet geboren oder aufgewachsen sind oder die sich kontinuierlich über mehr als 6 Monate in einem Malaria-Endemiegebiet aufgehalten hatten, für 3 Jahre nach Verlassen der Endemieregion (vor Aufnahme der Spendetätigkeit muss durch eine gezielte Anamnese, klinische Untersuchung und durch eine validierte und qualitätsgesicherte Labordiagnostik festgestellt werden, dass kein Anhalt für Kontagiosität oder Exposition gegenüber Malaria besteht);
  - nach Besuch eines Malaria-Endemiegebietes für mindestens 6 Monate;
  - die sich unter Berücksichtigung der jeweiligen epidemischen Lage in einem Gebiet mit fortlaufender Übertragung von transfusionsrelevanten Arboviren, z. B.  Zika-Virus (ZIKV), Chikungunya-Virus (CHIKV), aufgehalten haben, für eine Frist entsprechend der Inkubationszeit und Virämie, sofern nicht aufgrund einer Anordnung des Paul-Ehrlich-Instituts (PEI) die Möglichkeit einer Testung besteht;
  - nach allogenen Gewebe-Transplantaten (zu Dura-mater- und Kornea-Transplantaten siehe Abschnitt „Dauerhafte Ausschlusskriterien“) und nach großen Operationen für 4 Monate;
  - nach anderen Operationen im Ermessen des Arztes;
  - nach Endoskopien mit flexiblen Instrumenten sowie Katheteranwendungen (mit Ausnahme von Einmalkathetern) für 4 Monate;
  - nach Empfang von autologen und/oder allogenen zellulären Blutprodukten und/oder therapeutischem Plasma für 4 Monate;
  - nach invasiver Exposition (auch Schleimhautkontakt) gegenüber Fremdblut bzw. Verletzungen mit durch Fremdblut kontaminierten Injektionsnadeln oder Instrumenten für 4 Monate;
  - nach einer Akupunktur (falls diese nicht unter aseptischen Bedingungen mit Einmalnadeln durchgeführt wurde) für 4 Monate;
  - nach Tätowierungen sowie anderen kosmetischen Eingriffen mit Haut- oder Schleimhautverletzungen (z. B. Ohrlöcher, Piercings, transdermale Implantate, Cutting, Branding, permanentes Make-Up) für 4 Monate;
  - nach Rückkehr aus einem WNV-Endemiegebiet, sofern sich dort im Zeitraum vom 1. Juni bis 30. November eines Jahres an mindestens zwei aufeinanderfolgenden Tagen aufgehalten wurde, für 4 Wochen, diese Rückstellung kann durch Testung oder der Anwendung von Verfahren zur Inaktivierung von WNV entfallen,
  - nach einem kleinen operativen Eingriff oder einer Zahnextraktion für 1 Woche und nach abgeschlossener Wundheilung;
  - nach zahnärztlicher Behandlung sowie professioneller Zahnreinigung für 1 Tag.
- Impfungen:
  - nach Verabreichung von Lebendimpfstoffen (z. B. gegen Gelbfieber, Röteln, Masern, Mumps, Varizellen, Typhus, Cholera) für 4 Wochen;
  - nach Impfung gegen Tollwut bei Verdacht auf Exposition für 12 Monate;
  - nach Hepatitis-B-Impfung für 4 Wochen;
  - Keine Rückstellung ist erforderlich nach Applikation von Tot- bzw. Toxoidimpfstoffen oder gentechnisch hergestellten Impfstoffen (z. B. Poliomyelitis inaktiviert, Typhus inaktiviert, Diphtherie, Influenza, Cholera inaktiviert, Tetanus, FSME, Hepatitis A), sofern der Spender ohne klinische Symptome und bei Wohlbefinden ist.
- Sonstige Rückstellungsgründe:
  - nach Verabreichung von Sera tierischen Ursprungs für 12 Monate;
  - während und 6 Monate nach Schwangerschaft und während der Stillzeit;
  - nach Einnahme einer medikamentösen HIV-Präexpositionsprophylaxe für 4 Monate;
  - nach Medikamenteneinnahme in Abhängigkeit von der Pharmakokinetik und der Indikation des angewendeten Medikaments;
  - Allergiesymptome zum Zeitpunkt der Spende, die das Allgemeinbefinden des Spenders einschränken;
  - Alkoholmissbrauch (Alkoholkranke dürfen nach 12-monatiger Abstinenz zugelassen werden);
  - Personen mit einem Verhalten oder einer Tätigkeit, das/die ein hohes Risiko für durch Blut übertragene Infektionskrankheiten birgt, z. B. bei beruflichen oder anderen Expositionen gegenüber hochpathogenen Erregern, nach Beendigung des Verhaltens oder der Tätigkeit für einen Zeitraum, der je nach Krankheit und Verfügbarkeit geeigneter Tests festgelegt wird.
- Rückstellung wegen besonderer epidemiologischer Situationen:
  - bei einem Expositionsrisiko bei besonderen epidemiologischen Situationen, wie Epidemien oder Ausbrüchen, angepasst an die entsprechende Situation.

### Dauerhafte Ausschlusskriterien
Nach der derzeit gültigen Hämotherapie-Richtlinie der Bundesärztekammer bestehen verschiedene Kriterien zum dauerhaften Ausschluss von Personen als Blutspender:
- Personen
  - mit schweren Herz- und Gefäßkrankheiten;
  - mit schweren Erkrankungen des Zentralnervensystems;
  - mit klinisch relevanten Blutgerinnungsstörungen;
  - mit wiederholten Ohnmachtsanfällen oder Krämpfen;
  - mit anderen schweren aktiven oder chronischen Krankheiten des gastrointestinalen, urogenitalen, hämatologischen, immunologischen, metabolischen, renalen oder respiratorischen Systems, bei denen die Blutspende eine Gefährdung des Spenders oder des Empfängers nach sich ziehen kann, oder
  - die an bösartigen Neoplasien (Ausnahmen: in-situ-Karzinom und Basalzellkarzinom nach kompletter Entfernung) leiden oder litten;
  - mit Diabetes mellitus, sofern mit Insulin behandelt,
- Personen, bei denen eine der folgenden Infektionen nachgewiesen wurde:
  - HIV-1 oder HIV-2;
  - Hepatitis B (HBV), Ausnahme: Ausgeheilte HBV-Infektion (Anti-HBc spezifisch reaktiv, negatives Ergebnis einer Testung auf HBV-Genome mittels NAT [Mindestsensitivität ≤ 12 IU/ml]), und Anti-HBs-Titer von ≥ 100 IU/l. Wird ein Spender unter den besagten Bedingungen zugelassen, kann ein erneutes Anti-HBc-Screening entfallen. Es muss im Abstand von jeweils 2 Jahren erneut der Anti-HBs-Titer bestimmt werden. Wird hierbei ein Titer < 100 IU/l nachgewiesen, dürfen Spenden dieses Spenders nicht weiter zur Herstellung von Blutkomponenten verwendet werden.
  - Hepatitis C (HCV);
  - Humanes T-lymphotropes Virus (HTLV), Typ 1 (HTLV 1) oder Typ 2 (HTLV 2);
  - Protozoonosen: Babesiose, Trypanosomiasis (z. B. Chagas-Krankheit), Leishmaniose;
  - Syphilis;
  - Malaria, Osteomyelitis, Tuberkulose sowie Infektionen mit Salmonella typhi und paratyphi (Ausnahme nach gesicherter Ausheilung gemäß dokumentierter ärztlicher Beurteilung);
  - andere chronisch persistierende bakterielle Infektionen, wie Brucellose, Fleckfieber und andere Rickettsiosen, Lepra, Rückfallfieber, Melioidose oder Tularämie (Ausnahme nach gesicherter Ausheilung gemäß dokumentierter ärztlicher Beurteilung);
- Personen mit dem Risiko der Übertragung spongiformer Enzephalopathien (TSE):
  - nach Behandlung mit aus menschlichen Hypophysen gewonnenen Hormonen;
  - nach Erhalt von Dura-mater- bzw. Kornea-Transplantaten;
  - bei nachgewiesener oder einem Verdacht auf TSE (Creutzfeldt-Jakob-Krankheit, Variante der Creutzfeldt-Jakob-Krankheit oder andere TSE);
  - wegen eines familiären Risikos, eine TSE zu entwickeln (bekannte Creutzfeldt-Jakob-Krankheit oder eine andere TSE bei einem oder mehreren Blutsverwandten);
  - nach einem Aufenthalt im Vereinigten Königreich Großbritannien und Nordirland von insgesamt mehr als 6 Monaten in den Jahren 1980–1996;
  - nach einer Operation und/oder Transfusion (zelluläre Blutprodukte, therapeutisches Plasma) im Vereinigten Königreich Großbritannien und Nordirland nach dem 1. Januar 1980;
- Empfänger von Xenotransplantaten, Frischzellen tierischen Ursprungs;
- Personen, die Drogen konsumieren oder Medikamente missbräuchlich zu sich nehmen oder bei denen ein begründeter Verdacht dessen besteht.

Für den Fall, dass eine solche Kontraindikation vorliegt, der Spender aber aufgrund gesellschaftlichen Drucks dies nicht frei zugeben kann, wird die Möglichkeit des anonymen Selbstausschlusses bereitgestellt, siehe auch Informationen über Blutspender.

### Ausschluss von Männern, die Sex mit Männern haben
Der Blutspendeausschluss von Männern, die Sex mit Männern haben, (sog. MSM) wird auf nationaler und internationaler Ebene kontrovers diskutiert:
Männer, die Sex mit Männern haben, waren bis 7. August 2017 in Deutschland grundsätzlich von der Blutspende ausgeschlossen. Vom 7. August 2017 an galten neue Richtlinien der Bundesärztekammer, wonach Männer, die Sex mit Männern haben, ausgeschlossen sind, wenn sie Sex innerhalb der letzten zwölf Monate hatten. Die Richtlinie ist in Deutschland durch das Transfusionsgesetz (TFG) geregelt. Es formuliert die Ausschlusskriterien für Spender nicht selbst, sondern bestimmt in § 5 Abs. 1 Satz 2 TFG: „Die Zulassung zur Spendeentnahme soll nicht erfolgen, soweit und solange die spendewillige Person nach Richtlinien der Bundesärztekammer von der Spendeentnahme auszuschließen oder zurückzustellen ist.“ Die verbindlichen Regelungen zum Ausschluss von der Blutspende wird von der Bundesärztekammer gemeinsam mit dem Paul-Ehrlich-Institut in Form der Hämotherapie-Richtlinien vorgegeben.
Begründet wurde der Ausschluss von MSM von der Blutspende mit der Zugehörigkeit zu einer Personengruppe, deren sexuelles Verhalten gegenüber der Allgemeinbevölkerung ein erhöhtes Risiko von HIV-Infektionen mit sich bringt. Alle Blutspenden werden zwar auf HIV getestet, aber mit den Tests können frische Infektionen nicht nachgewiesen werden. Der Nachweis ist erst einige Zeit nach der Infektion möglich. Dieser Zeitraum wird als „diagnostisches Fenster“ bezeichnet. Die aus der Vollblutspende gewonnenen Blutprodukte haben teilweise sehr beschränkte Haltbarkeiten, sodass das Spenderblut nicht aufbewahrt werden kann, bis ein zuverlässiges Testergebnis in Bezug auf eine HIV-Infektion vorliegt. Das Paul-Ehrlich-Institut hat hierzu eine umfassende Stellungnahme veröffentlicht.
Gegen diese Regelung wurde bis zur Änderung im Juni 2021 angeführt, dass sie nicht nach sachgerechten Kriterien differenziert. Der Lesben- und Schwulenverband in Deutschland (LSVD) e. V. beispielsweise stellt in einer Auseinandersetzung mit der geltenden Richtlinie fest:
„[…] ist der Risikoausschluss von heterosexuellen Personen in den Richtlinien falsch formuliert worden. Dort wird der Begriff 'sexuelles Risikoverhalten' durch den Zusatz erläutert 'z. B. Geschlechtsverkehr mit häufig wechselnden Partnern'. Tatsächlich kommt es aber nicht darauf an, ob der Geschlechtsverkehr mit wechselnden Partnern häufig oder selten stattgefunden hat, sondern allein darauf, ob er ungeschützt war oder nicht. Der Risikoausschluss bei heterosexuellen Personen muss deshalb richtig lauten: 'heterosexuelle Personen mit sexuellem Risikoverhalten, z. B. ungeschützter Geschlechtsverkehr mit wechselnden Partnern.' Genauso kann der Risikoausschluss bei MSM formuliert werden mit der Folge, dass Heterosexuelle und MSM zusammengefasst werden können, also: 'Personen mit sexuellem Risikoverhalten, z. B. ungeschützter Geschlechtsverkehr mit wechselnden Partnern'.“
Der Europäische Gerichtshof in Luxemburg hat am 29. April 2015 zu der Frage, ob der generelle Ausschluss von MSM mit dem Verbot der Diskriminierung wegen der sexuellen Orientierung in Art. 21 Abs. 1 und Art. 52 Abs. 1 der Charta der Grundrechte der Europäischen Union vereinbar ist, ein Urteil gefällt, wonach der generelle Ausschluss unzulässig ist und ein berechtigter Ausschluss erst nach individueller Befragung des Blutspenders erfolgen kann. Die Mitgliedsstaaten sind dazu aufgefordert, die nationalen Regelungen zu überprüfen. Die Arbeitsgruppe „Blutspende von Personen mit sexuellem Risikoverhalten“ – eine gemeinsame Arbeitsgruppe aus Vertretern des „Arbeitskreises Blut nach § 24 TFG“, des Ständigen Arbeitskreises „Richtlinien Hämotherapie nach §§ 12a und 18 TFG“ des Wissenschaftlichen Beirats der Bundesärztekammer (BÄK), des Robert Koch-Instituts (RKI), des Paul-Ehrlich-Instituts (PEI) und des Bundesministeriums für Gesundheit (BMG) – hat eine solche Überprüfung 2016 vorgenommen.
International ist ein solcher Ausschluss in vielen Staaten nicht (z. B. Italien, Kanada, Vereinigtes Königreich, Spanien, Ungarn, Bulgarien, Portugal, Argentinien, Chile, Peru, Polen, Südafrika, Russland, USA) oder nur zeitweise (z. B. Tschechien, Schweden, Niederlande, Irland, Frankreich, Australien) vorgesehen.
Am 25. Juni 2021 beschloss die Bundesärztekammer neue Regelungen zur Blutspende, wonach Personen unabhängig von der sexuellen Identität ausgeschlossen sind, wenn sie innerhalb von vier Monaten vor der Blutspende ungeschützten Sexualkontakt außerhalb einer festen Paarbeziehung hatten. Der Beschluss wurde mit der Bekanntmachung vom 29. September rechtskräftig. Am 16. März 2023 beschloss der Deutsche Bundestag eine Änderung des Transfusionsgesetzes. Die sexuelle Orientierung und die Geschlechtsidentität von Spender oder Sexualpartner der spendewilligen Person dürfen demnach keine Berücksichtigung in der Risikobewertung bezüglich eines Ausschlusses oder einer Rückstellung mehr finden. Die Gesetzesänderung trat am 16. Mai 2023 in Kraft.
Mit der Gesamtnovelle der Hämotherapie-Richtlinie vom 29. Juni 2023 ist das Geschlecht nicht mehr für eine Rückstellung relevant. Das Sexualverhalten unabhängig des Geschlechts, wie Anzahl der Personen oder bestimmte Praktiken, wie Analverkehr, findet in der neuen Richtlinie mehr Gewicht.

## Schweiz

### Zeitweilige Ausschlusskriterien
- 5 Jahre
  - Aufenthalt während mindestens sechs Monaten in Ländern mit erhöhter Aidsrate
- 12 Monate
  - Erkrankung an Gonorrhoe oder anderen Geschlechtskrankheiten
  - Sexuelle Kontakte mit wechselnden Partnern
  - Sexuelle Kontakte mit Partnern, für die zeitweilige oder definitive Ausschlusskriterien zutreffen
  - Sexuelle Kontakte mit Partnern, die in den letzten fünf Jahren in Ländern mit erhöhter Aidsrate Blut oder Blutprodukte erhalten haben
- 6 Monate
  - Sexuelle Kontakte mit neuem Partner
  - Aufenthalt in einem Malariagebiet im letzten halben Jahr ohne Erkrankung (bei fiebriger Erkrankung längere Sperrfrist)

### Dauerhafte Ausschlusskriterien
- Positiver Test für HIV, Syphilis, Hepatitis B und Hepatitis C
- Geschützte oder nicht geschützte sexuelle Kontakte seit 1977: gewerbsmäßige sexuelle Kontakte oder sexuelle Kontakte unter Männern
- Injektion von Drogen in der Vergangenheit oder gegenwärtig
- Blutgerinnungsstörungen, die durch aus Blut hergestellte Medikamente behandelt werden müssen
- Aufenthalt in GB zwischen 1980 und 1996 während mindestens 6 Monaten, wegen erhöhten BSE-Risikos[20]